# Echo-Technik
Unter Echo-Technik (auch Echo-Antworten) versteht man eine Kommunikationstechnik, bei der das letzte Wort des Gehörten wiederholt wird.
Gelegentlich wird auch beschrieben, dass mehrere der letzten Wörter wiederholt werden können. Sie stellt eine von verschiedenen Formen des Zuhörens dar. Die Technik setzt keinerlei Verständnis des Gesprochenen voraus, ist daher leicht zu erlernen und kann recht mechanisch angewendet werden. Bei zu häufiger Anwendung könnte die Passivität jedoch unangenehm auffallen. Im Gegensatz dazu ist bei der Wiedergabe der wichtigsten Schlüsselwörter bereits ein gewisses Textverständnis notwendig, da hier erkannt werden muss, was wichtig ist. Diese Technik wird im englischen gelegentlich als „Keyword Repetition“ bezeichnet. In der deutschsprachigen Literatur wird sie jedoch undifferenzierter ebenso unter der Echo-Technik aufgeführt. Der metaphorische Vergleich mit einem Echo drückt aus, dass bei all diesen Techniken, das Gehörte im Wortlaut wiederholt wird.
Das Ziel dieser Techniken ist, dem Sprecher zu signalisieren, dass man noch aufmerksam zuhört und ihn zum Weitersprechen zu ermuntern. Besonders wenn man am Telefon hörbar Notizen macht, können zusätzliche Echo-Antworten Aufmerksamkeit signalisieren oder anzeigen, wie weit man mit den Notizen ist. Wenn Wörter in einem fragenden Ton wiederholt werden spricht man von Echo-Fragen. Echo-Fragen können anregen eine Aussage zu präzisieren.